# فياتشيسلاف ديديشكو
فياتشيسلاف ديديشكو (بالروسية: Дыдышко, Вячеслав Иосифович)‏ Viacheslav Dydyshko (ولد في 10 أبريل 1949) لاعب شطرنج بيلاروسي يحمل لقب أستاذ كبير.

## إنجازات
- فاز ببطولة بيلاروسيا للشطرنج إحدى عشر مرة في الفترة من 1965 إلى 2006.
- لعب باسم بلاده في أولمبياد الشطرنج أعوام 1994، 1996، 1998، 2000، 2002، 2004، 2006.
- فاز مرتين ببطولة البلطيق للشطرنج عام 1973 و1974.
- فاز بدورة روبنشتاين التذكارية عام 1983.

## روابط خارجية
- فياتشيسلاف ديديشكو على موقع الاتحاد الدولي للشطرنج (الإنجليزية)
- فياتشيسلاف ديديشكو على موقع مباريات الشطرنج (الإنجليزية)
- فياتشيسلاف ديديشكو على موقع 365Chess.com (الإنجليزية)
- فياتشيسلاف ديديشكو على موقع Chesstempo.com (الإنجليزية)
- فياتشيسلاف ديديشكو سجل أولمبياد الشطرنج على موقع OlimpBase.org (الإنجليزية)